# Lower Slaughter
Lower Slaughter – wieś i civil parish w Anglii, w hrabstwie Gloucestershire, w dystrykcie Cotswold. Leży 276 km na wschód od miasta Gloucester i 138 km na wschód od Londynu. W 2011 roku civil parish liczyła 223 mieszkańców. Lower Slaughter jest wspomniana w Domesday Book (1086) jako Sclostre.